# 达尼埃尔·苏贝朗
达尼埃尔·苏贝朗（法語：Daniel Soubeyran，1875年8月11日—1959年2月8日），法国男子赛艇运动员。他曾代表法国参加1900年夏季奥林匹克运动会赛艇比赛，获得男子四人单桨有舵手银牌。